# 1612
1612 (MDCXII) je bilo prestopno leto, ki se je po gregorijanskem koledarju začelo na nedeljo, po 10 dni počasnejšem julijanskem koledarju pa na sredo.

## Dogodki
- Francija in Holandija ustanovita trgovske postojanke v Zahodni Afriki
- Anglija ustanovi trgovske postojanke v Prednji Indiji.

## Rojstva
- 6. februar - Antoine Arnauld, francoski rimokatoliški teolog, filozof in matematik († 1694)

## Smrti
- 12. februar - Christopher Clavius, nemški matematik, astronom (* 1538)